# Puccinia croci-pallasii
Puccinia croci-pallasii ist eine Ständerpilzart aus der Ordnung der Rostpilze (Pucciniales). Der Pilz ist ein Endoparasit von Crocus pallasii. Symptome des Befalls durch die Art sind Rostflecken auf den Blättern der Wirtspflanzen. Ihr Verbreitungsgebiet umfasst das rumänische Bessarabien.

## Merkmale

### Makroskopische Merkmale
Puccinia croci-pallasii ist mit bloßem Auge nur anhand der auf der Oberfläche des Wirtes hervortretenden Sporenlagern zu erkennen. Sie wachsen in Nestern, die als rostbraune Flecken auf den Blattoberflächen erscheinen und bald die gesamte Unterseite der Blätter bedecken.

### Mikroskopische Merkmale
Das Myzel von Puccinia croci-pallasii wächst wie bei allen Nacktbasidien interzellulär und bildet Saugfäden, die in das Speichergewebe des Wirtes wachsen. Die Telien der Art sind strichförmig und oft reihenweise angeordnet; sie wachsen in der Regel auf der Blattinnenseiten. Sie werden von Trennwänden aus 60–76 × 3–6 µm großen Paraphysen umgeben. Die Teleutosporen sind selten ein-, meist zweizellig, länglich bis ellipsoid geformt und 36–46 × 13–20 µm groß; am Scheitel sind ihre Wände 4–10 µm dick. Der Stiel ist hyalin und kurz, er hat eine Länge von 33 bis 42 µm.

## Verbreitung
Das Artareal von Puccinia croci-pallasii umfasst das rumänische Bessarabien.

## Ökologie
Die Wirtspflanzen von Puccinia croci-pallasii ist die Krokusart Crocus pallasii. Der Pilz ernährt sich von den im Speichergewebe der Pflanzen vorhandenen Nährstoffen, seine Sporenlager brechen später durch die Blattoberfläche und setzen Sporen frei. Die Art verfügt über einen Entwicklungszyklus, von dem lediglich die Telien bekannt sind, er ist nicht näher erforscht.